# Little Milton
Little Milton, pseudonimo di James Milton Campbell Jr. (Inverness, 7 settembre 1934 – Memphis, 4 agosto 2005), è stato un musicista e cantante statunitense, esponente della musica blues.
Vocalmente molto simile a B. B. King, riscosse successo soprattutto col brano More And More.

## Discografia parziale
Album
- We're Gonna Make It (1965, Checker) (R&B #3 U.S. #101)
- Sings Big Blues (1966, Checker)
- Grits Ain't Groceries (1969, Stax) (R&B #41 U.S. #159)
- If Walls Could Talk (1970, MCA/Chess) (R&B #23 U.S. #197)
- Waiting for Little Milton (1973, Stax) (R&B #39)
- What It Is: Live at Montreux (1973, Stax)
- Blues 'n' Soul (1974, Stax) (R&B #45)
- Tin Pan Alley (1975, Stax)
- Friend of Mine (1976, Glades) (R&B #50)
- Me For You, You For Me (1977, Glades)
- Walkin' the Back Streets (1981, Stax)
- The Blues Is Alright (1982, Evidence)
- Age Ain't Nothin' But a Number (1983, Mobile Fidelity) (R&B #53)
- Playing for Keeps (1984, Malaco) (R&B #55)
- I Will Survive (1985, Malaco)
- Annie Mae's Cafe (1986, Malaco)
- Movin' to the Country (1987, Malaco)
- Back to Back (1988, Malaco) (R&B #73)
- Too Much Pain (1990, Malaco) (R&B #40)
- Reality (1991, Malaco) (R&B #57)
- I Need Your Love So Bad (1991, Golden Ear)
- Strugglin' Lady (1992, Malaco) (R&B #63)
- I'm a Gambler (1994, Malaco)
- Live at Westville Prison (1995, Delmark)
- Cheatin' Habit (1996, Malaco) (Blues #14)
- For Real (1998, Malaco) (Blues #13)
- Welcome to Little Milton (1999, Malaco) (Blues #10)
- Feel It (2001, Malaco)
- Guitar Man (2002, Malaco) (Blues #8)
- The Blues Is Alright: Live at Kalamazoo (2004, Varèse Sarabande)
- Think of Me (2005, Telarc) (Blues #14)
- Live at the North Atlantic Blues Festival: His Last Concert (2006 Camil)